# Законодательный Юань
Законодательный юань (кит. 立法院) — однопалатный законодательный орган частично признанной Китайской Республики (Тайваня). Это один из пяти органов (называемых 院 yuàn, «учреждения») власти, предусмотренный Конституцией Китайской Республики, которая следует за тремя народными принципами Сунь Ятсена. Называемый иногда «парламентом», Законодательный Юань является по сути ветвью власти.
Согласно разъяснению № 76 к конституции Судебного Юаня от 1957 года, парламент республики включает в себя Национальное собрание (работа которого сейчас приостановлена), Законодательный Юань и Контрольный Юань. Однако после поправок к конституции конца 1990-х годов, фактически передавших большинство полномочий Национального собрания Законодательному Юаню, тайваньские газеты чаще ссылаются на последний как «Парламент» (кит. 國會).

## Состав
Начиная с парламентских выборов 2008 года, радикальные изменения были внесены в Законодательный юань в соответствии с конституционной поправкой, принятой в 2005 году. Законодательный юань насчитывает 113 членов, ранее — 225. Депутаты избираются на должность по смешанной системе, из них:
- 73 избираются по мажоритарной избирательной системе в одномандатных округах.
- 34 избираются по пропорциональной избирательной системе с 5-процентным барьером.
- 6 мест зарезервированы для аборигенов Тайваня[2].

Депутаты от мажоритарных округов могут быть отозваны.

## Выборы Председатель Законодательного Юаня

### Выборы Председатель Законодательного Юаня 1993 года
| Выборы Председатель Законодательного Юаня 1993 | Выборы Председатель Законодательного Юаня 1993 | Выборы Председатель Законодательного Юаня 1993 | Выборы Председатель Законодательного Юаня 1993 |
| Кандидат                                       | Статус                                         | Голоса                                         | Результат                                      |
| ---------------------------------------------- | ---------------------------------------------- | ---------------------------------------------- | ---------------------------------------------- |
| Лю Сунфань                                     | Избран                                         | 110                                            | 68,32 %                                        |
| Ши Миндэ                                       | Проиграл                                       | 51                                             | 31,68 %                                        |

### Выборы Председатель Законодательного Юаня 1996 года
| Выборы Председатель Законодательного Юаня 1996 | Выборы Председатель Законодательного Юаня 1996 | Выборы Председатель Законодательного Юаня 1996 | Выборы Председатель Законодательного Юаня 1996 |
| Кандидат                                       | Статус                                         | Голоса                                         | Результат                                      |
| ---------------------------------------------- | ---------------------------------------------- | ---------------------------------------------- | ---------------------------------------------- |
| Лю Сунфань                                     | Избран                                         | 110                                            | 67,07 %                                        |
| Ши Миндэ                                       | Проиграл                                       | 54                                             | 32,93 %                                        |

### Выборы Председатель Законодательного Юаня 1999 года
| Выборы Председатель Законодательного Юаня 1999 | Выборы Председатель Законодательного Юаня 1999 | Выборы Председатель Законодательного Юаня 1999 | Выборы Председатель Законодательного Юаня 1999 |
| Кандидат                                       | Статус                                         | Голоса                                         | Результат                                      |
| ---------------------------------------------- | ---------------------------------------------- | ---------------------------------------------- | ---------------------------------------------- |
| Ван Цзиньпин                                   | Избран                                         | 155                                            | 68,89 %                                        |
| Ши Миндэ                                       | Проиграл                                       | 70                                             | 31,11 %                                        |

### Выборы Председатель Законодательного Юаня 2002 года
| Выборы Председатель Законодательного Юаня 2002 | Выборы Председатель Законодательного Юаня 2002 | Выборы Председатель Законодательного Юаня 2002 | Выборы Председатель Законодательного Юаня 2002 |
| Кандидат                                       | Статус                                         | Голоса                                         | Результат                                      |
| ---------------------------------------------- | ---------------------------------------------- | ---------------------------------------------- | ---------------------------------------------- |
| Ван Цзиньпин                                   | Избран                                         | 137                                            | 60,89 %                                        |
| Кэ Цзяньмин                                    | Проиграл                                       | 88                                             | 39,11 %                                        |

### Выборы Председатель Законодательного Юаня 2005 года
| Выборы Председатель Законодательного Юаня 2005 | Выборы Председатель Законодательного Юаня 2005 | Выборы Председатель Законодательного Юаня 2005 | Выборы Председатель Законодательного Юаня 2005 |
| Кандидат                                       | Статус                                         | Голоса                                         | Результат                                      |
| ---------------------------------------------- | ---------------------------------------------- | ---------------------------------------------- | ---------------------------------------------- |
| Ван Цзиньпин                                   | Избран                                         | 136                                            | 60,44 %                                        |
| Кэ Цзяньмин                                    | Проиграл                                       | 89                                             | 39,56 %                                        |

### Выборы Председатель Законодательного Юаня 2008 года
| Выборы Председатель Законодательного Юаня 2008 | Выборы Председатель Законодательного Юаня 2008 | Выборы Председатель Законодательного Юаня 2008 | Выборы Председатель Законодательного Юаня 2008 |
| Кандидат                                       | Статус                                         | Голоса                                         | Результат                                      |
| ---------------------------------------------- | ---------------------------------------------- | ---------------------------------------------- | ---------------------------------------------- |
| Ван Цзиньпин                                   | Избран                                         | 86                                             | 76,11 %                                        |
| Кэ Цзяньмин                                    | Проиграл                                       | 27                                             | 23,89 %                                        |

### Выборы Председатель Законодательного Юаня 2012 года
| Выборы Председатель Законодательного Юаня 2012 | Выборы Председатель Законодательного Юаня 2012 | Выборы Председатель Законодательного Юаня 2012 | Выборы Председатель Законодательного Юаня 2012 |
| Кандидат                                       | Статус                                         | Голоса                                         | Результат                                      |
| ---------------------------------------------- | ---------------------------------------------- | ---------------------------------------------- | ---------------------------------------------- |
| Ван Цзиньпин                                   | Избран                                         | 73                                             | 64,60 %                                        |
| Кэ Цзяньмин                                    | Проиграл                                       | 40                                             | 35,40 %                                        |

### Выборы Председатель Законодательного Юаня 2016 года
| Выборы Председатель Законодательного Юаня 2016 | Выборы Председатель Законодательного Юаня 2016 | Выборы Председатель Законодательного Юаня 2016 | Выборы Председатель Законодательного Юаня 2016 |
| Кандидат                                       | Статус                                         | Голоса                                         | Результат                                      |
| ---------------------------------------------- | ---------------------------------------------- | ---------------------------------------------- | ---------------------------------------------- |
| Су Цзяцюань                                    | Избран                                         | 74                                             | 65,49 %                                        |
| Зэн Минзон                                     | Проиграл                                       | 34                                             | 30,09 %                                        |
| Ли Хунцюнь                                     | Проиграл                                       | 5                                              | 4,42 %                                         |

### Выборы Председатель Законодательного Юаня 2020 года
| Выборы Председатель Законодательного Юаня 2020 | Выборы Председатель Законодательного Юаня 2020 | Выборы Председатель Законодательного Юаня 2020 | Выборы Председатель Законодательного Юаня 2020 |
| Кандидат                                       | Статус                                         | Голоса                                         | Результат                                      |
| ---------------------------------------------- | ---------------------------------------------- | ---------------------------------------------- | ---------------------------------------------- |
| Ю Сикунь                                       | Избран                                         | 68                                             | 60,18 %                                        |
| Зэн Минзон                                     | Проиграл                                       | 40                                             | 35,40 %                                        |
| Цай Биру                                       | Проиграл                                       | 5                                              | 4,42 %                                         |

### Выборы Председатель Законодательного Юаня 2024 года
| Выборы Председатель Законодательного Юаня 2024 | Выборы Председатель Законодательного Юаня 2024 | Выборы Председатель Законодательного Юаня 2024 | Выборы Председатель Законодательного Юаня 2024 |
| Кандидат                                       | Статус                                         | Голоса                                         | Результат                                      |
| ---------------------------------------------- | ---------------------------------------------- | ---------------------------------------------- | ---------------------------------------------- |
| Хань Гоюй                                      | Избран                                         | 54                                             | 47,79 %                                        |
| Ю Сикунь                                       | Проиграл                                       | 51                                             | 45,13 %                                        |
| Хуан Шаньшань                                  | Проиграл                                       | 8                                              | 7,08 %                                         |